# Зирокс 820-II
Зирокс 820-II (820-II) је био професионални рачунар фирме Зирокс (Xerox) који је почео да се производи у САД од 1983. године.
Користио је Z80A као микропроцесор. RAM меморија рачунара је имала капацитет од 64 kb.
Као оперативни систем кориштен је CP/M 2.2.

## Детаљни подаци
Детаљнији подаци о рачунару 820-II су дати у табели испод.
|                       |                                                                                       |
| [ 1 ]                 |                                                                                       |
| Произвођач            | Зирокс                                                                                |
| Тип                   | професионални рачунар                                                                 |
| Меморија              | 64                                                                                    |
| Поријекло             | Сједињене Америчке Државе                                                             |
| Година                | 1983                                                                                  |
| Тастатура             | AZERTY/QWERTY, тастатура са пуним помаком тастера са одвојеном тастатуром, 74 тастера |
| Процесор              |                                                                                       |
| Фреквенција процесора | 4                                                                                     |
| RAM                   | 64                                                                                    |
| ROM                   | 8                                                                                     |
| Текст                 | 80 x 24 (матрица знакова: 5 x 7)                                                      |
| Графика               |                                                                                       |
| Боја                  | Црно и бијело                                                                         |
| Звук                  | мали звучник ?                                                                        |
| Димензије             | главна јединица / монитор : 32,8 x 38,1 x 34,3 / 13,6                                 |
| Портови               |                                                                                       |
| Оперативни систем     |                                                                                       |